# Oberalm
Oberalm – gmina targowa w Austrii, w kraju związkowym Salzburg, w powiecie Hallein. Liczy 4225 mieszkańców (1 stycznia 2015).